# STAR*project
STAR*project（スター・プロジェクト）は、岡山県下の10代、20代の若者を中心としたクリエイティブプロジェクトである。芸術系大学生、卒業生によって結成され、フリーペーパー発行（季刊）や、地元企業や団体とコラボレーションしたイベントプランニング、商品開発などの活動を行っている。

## 概要

### 活動コンセプト
「地域と若者を繋ぎ、「生き方」を発見できる活動に」
多種多様な10代、20代の目を通した思ったこと、気づいたこと、興味を持ったことを共有事・発信し、多世代での交流促進を目指す。

### フリーペーパー「STAR*」発行
イラストレーションやコラム、インタビュー記事などを年間4回（季刊発行）発行している。編集メンバーは県下大学生やクリエイターを中心に、30人程度の参加ライター・デザイナーがいる。現在、岡山県岡山市、倉敷市、香川県などに配布箇所がある。「口コミ」による認知度と Twitter、Facebookを始めとするSNSを広報に使い、購読者だけでなく、制作側への参加も増えている。スポンサーによる収入を印刷費・制作費などに当てている。

### ウェブメディア「STAR*LOG」
イラストレーションやコラム、インタビュー記事などを週2回更新している。フリーペーパーで掲載した記事の補足や、学生作品などを中心に更新しており、編集更新メンバーも大学生中心で企画・スケジュール・制作を行う。

### グループ展「STAR*T」
町の団体や商業店舗スペースを借り、若手クリエイターの作品発表の場を同時多発的に作り出すプロジェクト。展示を通じて住人・商人との交流を深めるきっかけにもなるよう、座談会や交流会のプランニングも行う。

### イベント活動、ボランティア活動
地域イベントへのブース出展、環境保護・生物保護イベントへの参加、地域の商品開発や清掃活動への参加など。

## 今後の活動展開

### WEBメディア展開
ウェブページ・ブログ等を利用し、紙面では掲載出来ない動画・音声などマルチメディアを視野に入れた活動を行う。
各市町村の生活音を題材にしたコンテンツや、ストップモーションによる動画コンテンツなどを展開予定

### 地域イベントや関連団体の活動を特集した「STAR* 特別号」の発行
より地域で活躍する「人」に注目した特別号の発行を計画。インタビュー記事や、地元商品の紹介、地域で開催されるイベントを総特集すると言った構成で制作中。

### 音楽や芸術を始めとする独自イベントの開催
県内大学、卒業生による音楽をテーマにしたイベントや、芸術家・デザイナーを志す若手を集めたグループ展の開催など、「専門性」を突き詰める若者をメインにイベントを開催し、地域住民・現役の作家などとの交流の場を作る。

### 地域団体主催のイベントとのコラボレーション
・高梁川マルシェ